# Malý Slivník
Malý Slivník este o comună slovacă, aflată în districtul Prešov din regiunea Prešov. Localitatea se află la altitudinea de 385 m deasupra n.m., se întinde pe o suprafață de 2,61 km2 și în 2017 număra 960 de locuitori.

## Istoric
Localitatea Malý Slivník este atestată documentar din 1248.

## Demografie
| An:                | 1994 | 2004    | 2014    | 2024    |
| ------------------ | ---- | ------- | ------- | ------- |
| Număr de persoane: | 524  | 722     | 890     | 1122    |
| Diferență:         |      | +37,78% | +23,26% | +26,06% |

| An:                | 2023 | 2024 |
| ------------------ | ---- | ---- |
| Număr de persoane: | 1100 | 1122 |
| Diferență:         |      | +2%  |